# Szeleste
Szeleste is een plaats (község) en gemeente in het Hongaarse comitaat Vas. Szeleste telt 696 inwoners (2001).